# Magnis (Kenchester)

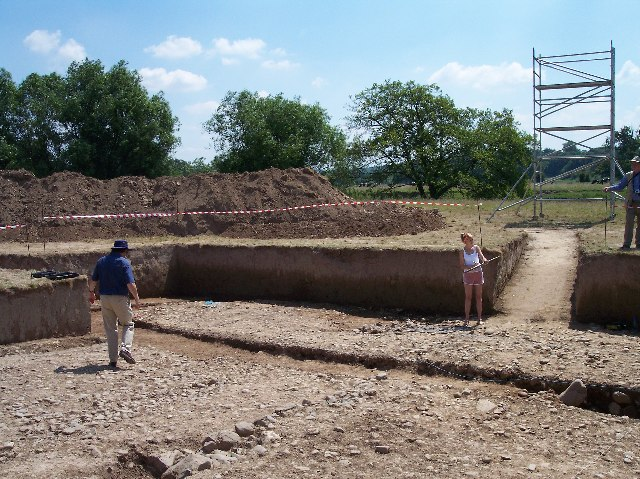
Le site archéologique de Magnis.

Magnis est une cité située dans la province romaine de Bretagne datant du IIe siècle à l'époque de l'Empire romain. La cité romaine est aujourd'hui un site archéologique du Herefordshire en Angleterre.

## Localisation
Le site archéologique de la cité romaine de Magnis est localisé à quelques centaines de mètres du village actuel de Kenchester dans le Herefordshire en Angleterre.

## Toponymie
Le nom de « Magnis » est à l'origine du nom de Magonsæte qui est un peuple anglo-saxon installé dans l'ouest des Midlands, autour de Hereford.

## Histoire
Magnis se développa sur le territoire des Dobunni qui étaient un peuple celte brittonique résidant dans l’ouest et le sud-ouest de l’île de Bretagne (actuelle Grande-Bretagne). La cité de Magnis à l'époque de l'empereur romain Numérien (Marcus Aurelius Numerianus) qui régna d'août 283 à novembre 284.[Quoi ?]